# Lichans-Sunhar
Lichans-Sunhar település Franciaországban, Pyrénées-Atlantiques megyében. Lakosainak száma 85 fő (2022. január 1.). Lichans-Sunhar Alçay-Alçabéhéty-Sunharette, Alos-Sibas-Abense, Etchebar, Lacarry-Arhan-Charritte-de-Haut, Laguinge-Restoue és Licq-Athérey községekkel határos.

## Népesség
A település népességének változása:
| Lakosok száma | 69   | 80   | 83   | 81   | 83   | 84   | 86   | 85   | 85   |
|               | 2013 | 2015 | 2016 | 2017 | 2018 | 2019 | 2020 | 2021 | 2022 |